# Luigi Orengo
Luigi Orengo (auch Gigi Orengo; * 4. Januar 1865 in Genua; † 1. April 1940 ebenda) war ein italienischer Bildhauer.

## Leben
Luigi Orengo wurde 1865 als Sohn des Bildhauers Lorenzo Orengo und der Adele Gismondi geboren. Er studierte Bildhauerei an der Accademia Ligustica di Belle Arti bei seinem Vater und bei Giovanni Scanzi. Ab 1886 nahm er, hauptsächlich mit Büsten und kleinen Gipsstatuen, an den Ausstellungen der Società promotrice di belle arti di Genova teil. 1912 wurde er von der Accademia Ligustica zum Ehrenmitglied ernannt. Wie sein Vater schuf er vor allem Porträt- und Grabskulpturen, insbesondere für den Monumentalfriedhof Staglieno in Genua. Seine Werke sind im Stil des Realismus gehalten und weisen vereinzelt Motive des Jugendstils auf.

## Werke

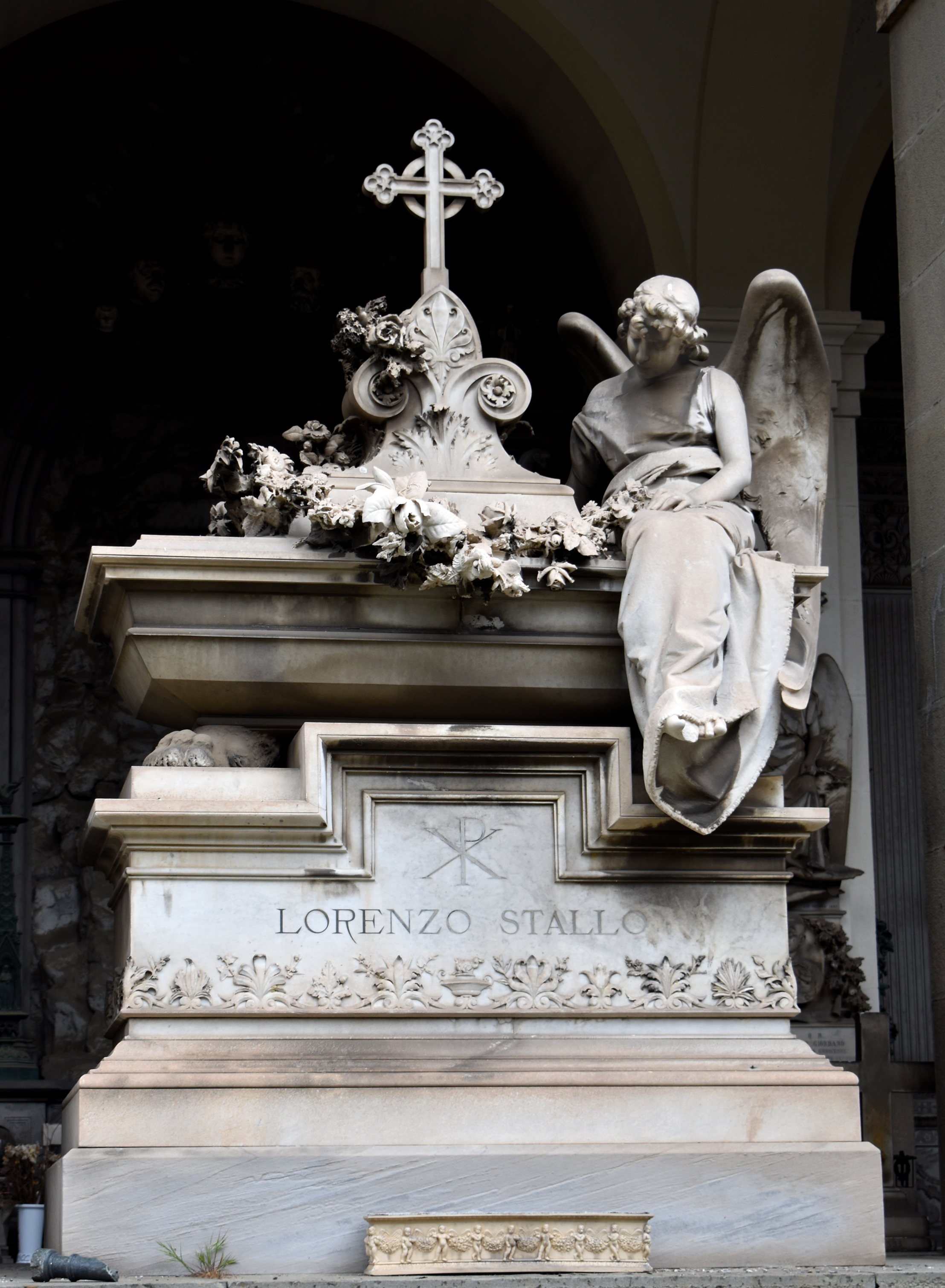
Grabmal Lorenzo Stallo (1891)

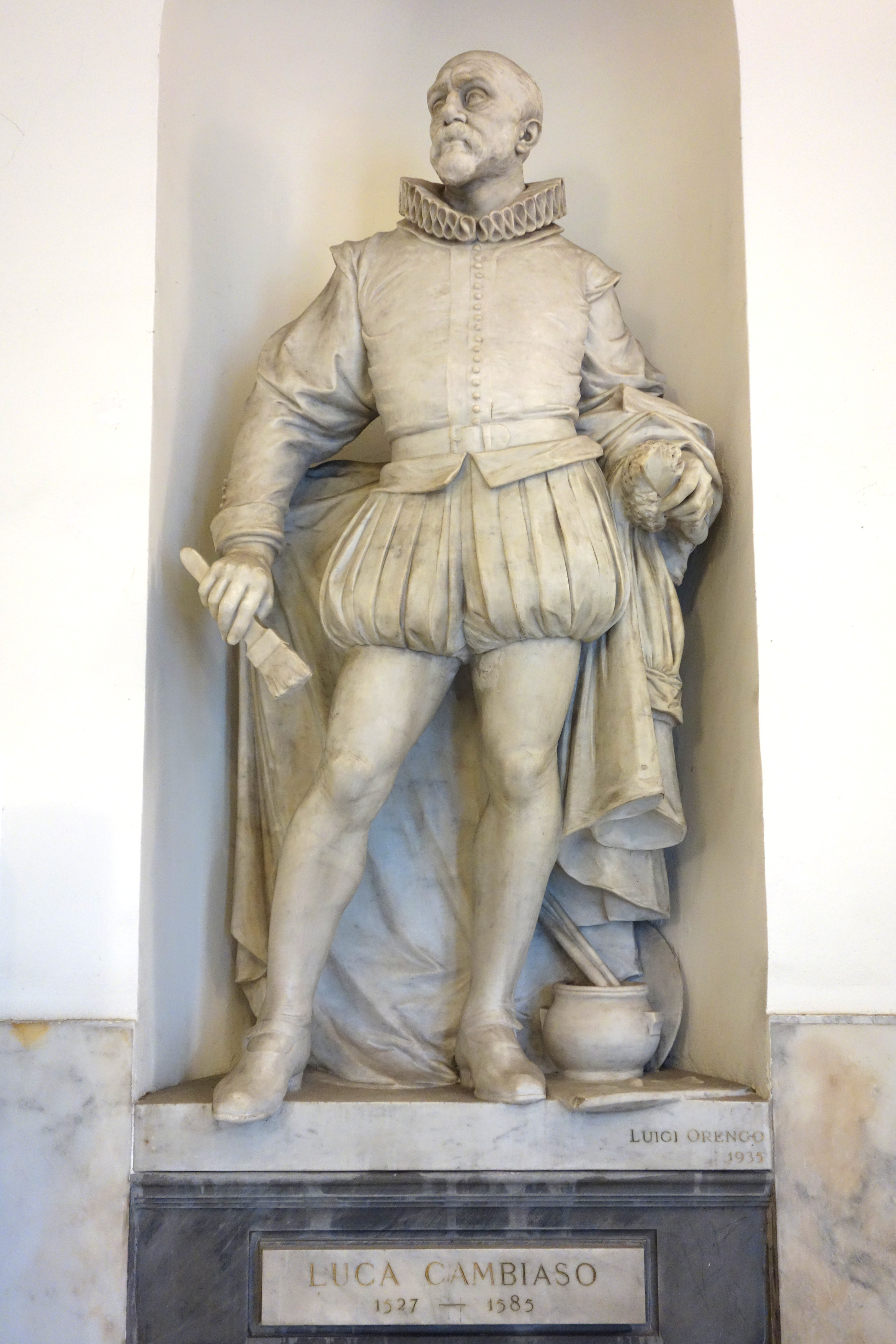
Statue von Luca Cambiaso (1935)

- Grabmal für Lorenzo Stallo, Monumentalfriedhof Staglieno, 1891
- Grabmal für Nicolò Stallo, Monumentalfriedhof Staglieno, 1894
- Bronzefigur Histoire d’un Pierrot, 1897
- Grabmal für Giacomo Pareto, Monumentalfriedhof Staglieno, 1899
- Grabmal für Gustavo Coulant, Monumentalfriedhof Staglieno, 1900
- Grabmal für Nicolò Bruno, Cimitero della Castagna in Sampierdarena, 1900
- Grabmal für Carlo Monevi, Monumentalfriedhof Staglieno, 1908
- Garibaldi-Denkmal in Pegli, 1908[1]
- Grabskulptur L'ultimo bacio (Der letzte Kuss), Grab von Maria Francesca Delmas, Monumentalfriedhof Staglieno, 1909
- Grabmal Poggi, Monumentalfriedhof Staglieno, um 1910
- Grabmal für Enrico Romagnino Cogliolo, Friedhof von Porto Torres, 1915
- Grabmal Canepa-Pareto, Monumentalfriedhof Staglieno, 1917
- Grabmal Ferruccio Cabona, Monumentalfriedhof Staglieno, 1918
- Figur der Victoria, Kriegerdenkmal in der Kapelle des Convitto Nazionale Cristoforo Colombo, Genua, um 1918/20[2]
- Grabmal Sorrentino, Monumentalfriedhof Staglieno, 1922
- Kriegerdenkmal in Sturla, 1924[3]
- Kriegerdenkmal mit Skulptur Der Tod des Soldaten in Montoggio, 1927[4]
- Statuen von Luca Cambiaso und Filippo Parodi im Atrium der Accademia Ligustica, 1935[5]